# Karibi aratinga
A karibi aratinga (Psittacara chloropterus), korábban hispaniolai papagáj, a madarak (Aves) osztályának a papagájalakúak (Psittaciformes) rendjébe, ezen belül a papagájfélék (Psittacidae) családjába tartozó faj.

## Rendszerezése
A fajt Charles de Souancé francia ornitológus írta le 1856-ban, Psittacara chloroptera néven.

## Előfordulása
Hispaniola szigetén, a Dominikai Köztársaság és Haiti területén honos. Eljut Guadeloupere is. Természetes élőhelyei a szubtrópusi vagy trópusi síkvidéki és hegyi esőerdők, száraz erdők, valamint szántóföldek. Állandó, nem vonuló faj.

## Megjelenése
Testhossza 32 centiméter.

## Természetvédelmi helyzete
Az elterjedési területe kicsi, szétaprózódott és csökken, egyedszáma 1500-7000 példány közötti és szintén csökken. A Természetvédelmi Világszövetség Vörös listáján sebezhető fajként szerepel.